# Rand Building
El  Rand Building es un rascacielos y el tercer edificio más alto de la ciudad de Búfalo, en el estado de Nueva York (Estados Unidos). En el momento en que se construyó en 1929, era el más alto de la ciudad a una altura de 123 m. Se encuentra adyacente al edificio 10 Lafayette Square (1959) en la Plaza Lafayette.

## Historia
Debe su nombre a George F. Rand Sr. (1864-1919), expresidente y director de la junta directiva de Marine Midland Bank, quien murió en un accidente de avión cerca de Caterham en Surrey, Inglaterra.
Está situado en la Plaza Lafayette. Fue construido en el sitio del Olympic Theatre de 1903.
Desde 1959, fue la sede de las estaciones WGR y WKBW de la Buffalo Broadcasting Company (el "GR" en WGR significa George Rand). La estación fue fundada por la empresa Federal Telephone and Telegraph en 1922, en la que Rand fue un importante inversor. Hoy, las estaciones WMSX, WBLK, WBUF y WYRK del grupo Townsquare Media  transmiten desde los estudios en el Rand y tienen sus antenas de transmisión ubicadas en la parte superior de su baliza.
George F. Rand Jr. tenía un comedor privado en el último piso del edificio que usaba para almuerzos de negocios. Cuando el edificio abrió, presentaba un elaborado sistema de iluminación que resaltaba su estilo art deco retrocedido. Se ha sugerido que el Rand fue la inspiración para el Empire State.
En diciembre de 2014, el desarrollador inmobiliario David L. Sweet vendió el edificio a Paul J. Kolkmeyer, un desarrollador y exdirector ejecutivo de First Niagara Bank, por 3,89 millones de dólares. La firma de Kolkmeyer, Priam Enterprises LLC, con sede en Amherst, compra, administra y desarrolla edificios de apartamentos residenciales y viviendas para estudiantes en Búfalo y las comunidades circundantes. Además de comprar el edificio Rand, Kolkmeyer compró el Main Court Building en 43 Main Street (por 4,5 millones), así como el Main Seneca Building, diseñado por Green & Wicks, en 237 Main Street, el Roblin Building en 241 Main Street, (ambos por 2,56 millones) y The Stanton Building (también conocido como el Glenny Building), diseñado por Richard A. Waite, en 251 Main Street (por 646.569).